# Ameles syriensis
Ameles syriensis är en bönsyrseart som beskrevs av Giglio-tos 1915. Ameles syriensis ingår i släktet Ameles och familjen Mantidae. Inga underarter finns listade i Catalogue of Life.